# Хантингтон Стејшон (Њујорк)
Хантингтон Стејшон (енгл. Huntington Station) насељено је место без административног статуса у америчкој савезној држави Њујорк.

## Демографија
По попису из 2010. године број становника је 33.029, што је 3.119 (10,4%) становника више него 2000. године.
| Група             | 2000.          | 2010.          |
| Белци             | 18.187 (60,8%) | 15.722 (47,6%) |
| Афроамериканци    | 3.459 (11,6%)  | 3.592 (10,9%)  |
| Азијати           | 924 (3,1%)     | 1.164 (3,5%)   |
| Хиспаноамериканци | 6.802 (22,7%)  | 12.109 (36,7%) |
| Укупно            | 29.910         | 33.029         |